# Provincia de Kamphaeng Phet
Kamphaeng Phet (en tailandés: กำแพงเพชร) es una de las provincias (changwat) del norte de Tailandia. Limita con las provincias de Sukhothai, Phitsanulok, Phichit, Nakhon Sawan y Tak.

## Geografía

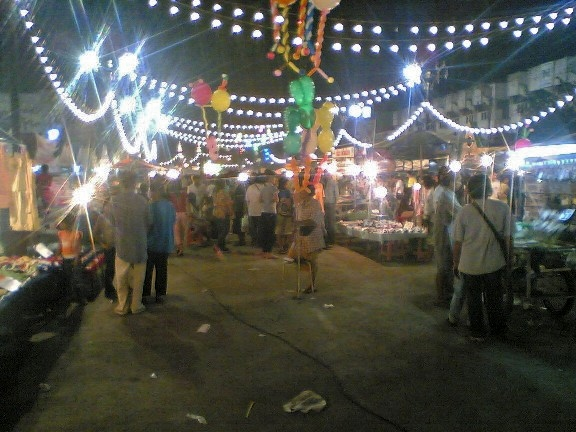
Festival de la banana

El río principal de la provincia es el Ping, uno de los afluentes del río Chao Phraya. Llanuras se encuentran mucho en la parte este de la provincia, mientras que en el oeste hay mayormente montañas cubiertas con bosque.
Uno de los productos conocidos de la provincia es la banana. Festivales de la banana se dan en la provincia cada año, en agradecimiento a los dioses por la cosecha.

## Símbolos
|  | El sello provincial muestra las murallas de la ciudad, ya que el nombre de la ciudad significa "muralla de diamante". El árbol provincial es el Acasia catechu, y la flor provincial es provincial es el Abricó (Mimusops elengi). |

## Divisiones administrativas
La provincia está dividida en 11 distritos (Amphoe). Estos están a su vez divididos en 78 subdistritos (tambon) y 823 villas (muban).
| 1. Mueang Kamphaeng Phet 2. Sai Ngam 3. Khlong Lan 4. Khanu Woralaksaburi 5. Khlong Khlung 6. Phran Kratai | 1. Lan Krabue 2. Sai Thong Watthana 3. Pang Sila Thong 4. Bueng Samakkhi 5. Kosamphi Nakhon |